# YK Osiris

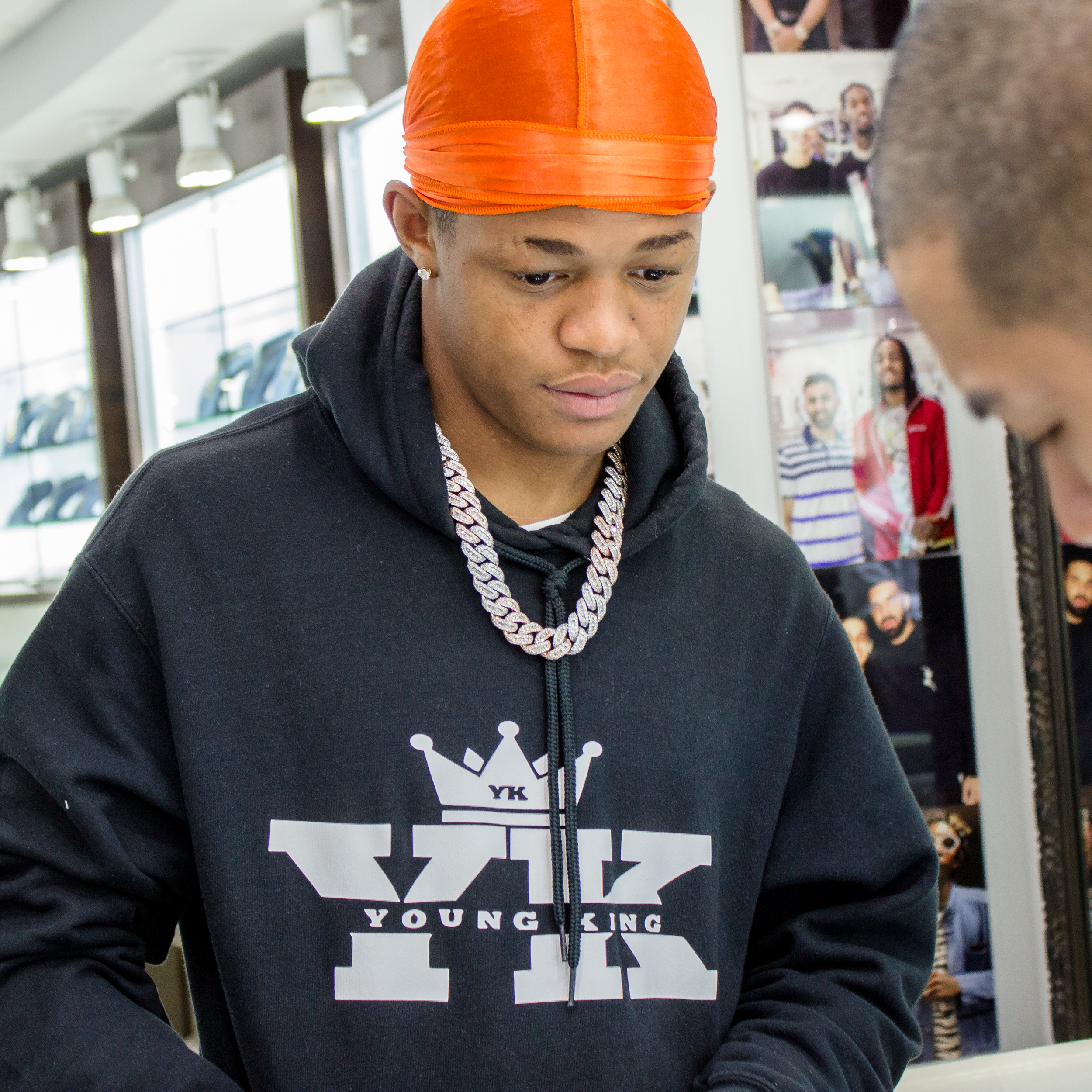
Osiris Jahkail Williams

Osiris Jahkail Williams (* 7. September 1998), bekannt unter dem Künstlernamen YK Osiris, ist ein amerikanischer Sänger und Rapper. Er ist bekannt für seine Single „Worth It“ aus dem Jahr 2019, die in die Top 50 der Billboard Hot 100 einstieg und von der Recording Industry Association of America (RIAA) mit dreifachem Platin ausgezeichnet wurde. Der Song erschien vor seinem Debütalbum The Golden Child, das im Oktober 2019 veröffentlicht wurde, jedoch nur eine gemischte kritische und kommerzielle Resonanz erfuhr. Im Jahr zuvor erlangte er erstmals Popularität mit dem Song „Valentine“ von 2018, der von der RIAA mit Platin ausgezeichnet wurde und ihn dazu brachte, einen Vertrag bei Def Jam Recordings zu unterschreiben. 2022 wurde er von dem Label wieder entlassen.

## Leben
Karriere
Williams wurde in Jacksonville, Florida, geboren und begann schon in jungen Jahren mit der Musikproduktion. Anfangs lud er Songs unter seinem Geburtsnamen hoch und veröffentlichte 2017 das Stück "Fake Love", bevor er den Künstlernamen "YK Osiris" (Abkürzung für Young King Osiris) für seine späteren Produktionen verwendete.
2018 unterschrieb er einen Plattenvertrag bei Def Jam Recordings, nachdem sein Song "Valentine" viral ging. Im darauffolgenden Jahr veröffentlichte er die Single "Worth It", die zu seinem erfolgreichsten Song wurde und bis heute seine einzige Chartplatzierung in den Billboard Hot 100 als Lead-Artist darstellt. Im Oktober 2019 brachte er sein Debütalbum The Golden Child bei Def Jam Recordings heraus. Im Dezember 2022 wurde er von dem Label entlassen. Im selben Jahr trat er zum zweiten Mal in den Billboard Hot 100 ein, und zwar mit seinem Auftritt auf DaBabys Song "Gospel", der auf Platz 55 einstieg. Im Juli 2023 veröffentlichte er die Single "Dear Fans".
2024 unterschrieb YK Osiris einen Vertrag bei Drummer Records und veröffentlichte im Februar desselben Jahres die Single "Time Goes By".
Privatleben
Am 22. August 2018 wurde der Tourbus von Williams während einer Fahrt auf der Interstate 64 in St. Louis, Missouri, unter Beschuss genommen. Williams wurde nicht verletzt, aber vier andere Insassen des Busses wurden angeschossen und verletzt. Er dokumentierte den Vorfall in den sozialen Medien, einschließlich eines Videos, das im Barnes-Jewish Hospital aufgenommen wurde, in dem er sagte: "Mein Auto wurde zwanzig Mal beschossen."
Im November 2019 wurde Williams in Fulton County, Georgia, wegen schwerer Körperverletzung verhaftet, nachdem er angeblich seine Freundin gewürgt und gebissen hatte.
| Personendaten    | Personendaten                    |
| ---------------- | -------------------------------- |
| NAME             | Osiris, YK                       |
| ALTERNATIVNAMEN  | Williams, Osiris Jahkail         |
| KURZBESCHREIBUNG | amerikanischer Sänger und Rapper |
| GEBURTSDATUM     | 7. September 1998                |

1. ↑  Naledi Ushe: Rapper YK Osiris apologizes after he 'violated Sukihana's boundaries' in attempt to kiss her. Abgerufen am 20. August 2025 (amerikanisches Englisch).
2. ↑  YK Osiris Songs, Albums, Reviews, Bio & More |... Abgerufen am 20. August 2025 (englisch).
3. ↑  YK Osiris. In: Def Jam. 28. Januar 2019 (defjam.com [abgerufen am 20. August 2025]).
4. ↑  YK Osiris Songs, Albums, Reviews, Bio & More |... Abgerufen am 20. August 2025 (englisch).
5. ↑  Exclusive: YK Osiris Talks Signing with Def Jam & Upcoming Star Collaborations. In: HipHop-N-More. 28. August 2018, abgerufen am 20. August 2025 (amerikanisches Englisch).
6. ↑  Xander Zellner: YK Osiris Scores First Billboard Hot 100 Hit With ‘Worth It’. In: Billboard. 26. Februar 2019, abgerufen am 20. August 2025 (amerikanisches Englisch).
7. ↑  YK Osiris Gets Emotional After Releasing First Independent Song Since Reportedly Being Dropped by Def Jam Recordings - Watch. 12. Juli 2023, abgerufen am 20. August 2025 (englisch).
8. ↑  Rapper's tour van shot up in Missouri after performance | Jefferson City News-Tribune. 24. August 2018, abgerufen am 20. August 2025 (englisch).
9. ↑  YK Osiris’s tour van reportedly shot at after concert. Abgerufen am 20. August 2025 (englisch).
10. ↑  YK Osiris Arrested for Allegedly Assaulting Girlfriend (U... Abgerufen am 20. August 2025 (englisch).